# سمكة المهرج برتقالية الزعنفة
سمكة المهرج برتقالية الزعنفة (الإسم العلمي:Amphiprion chrysopterus)، هو نوع من الأسماك يتبع جنس سمكة المهرج من فصيلة البوماسنتريدي. يستوطن في ضواحي قارة أوقيانوسيا وخاصةً عند كوينزلاند وبابوا غينيا الجديدة.

## معرض صور

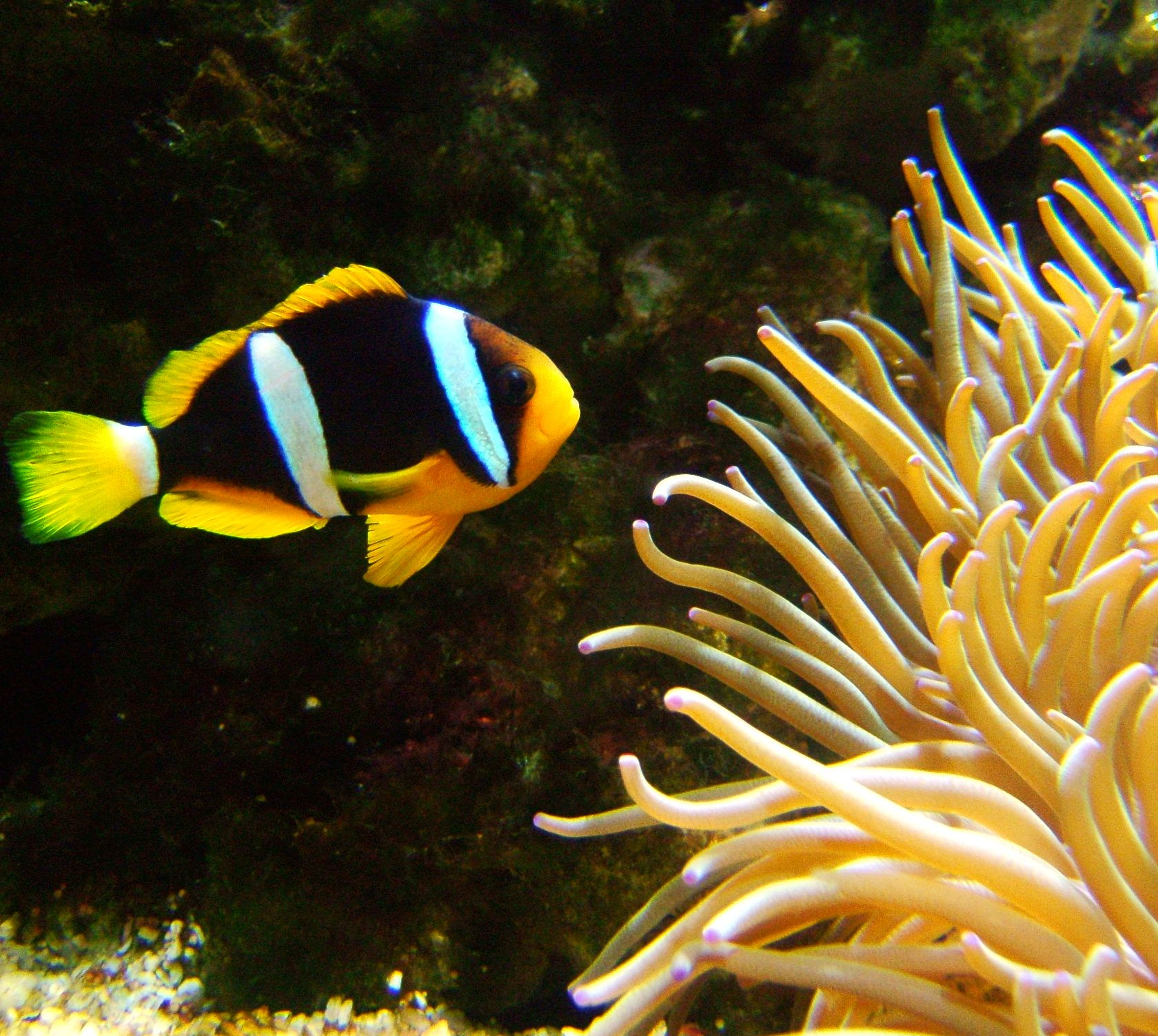
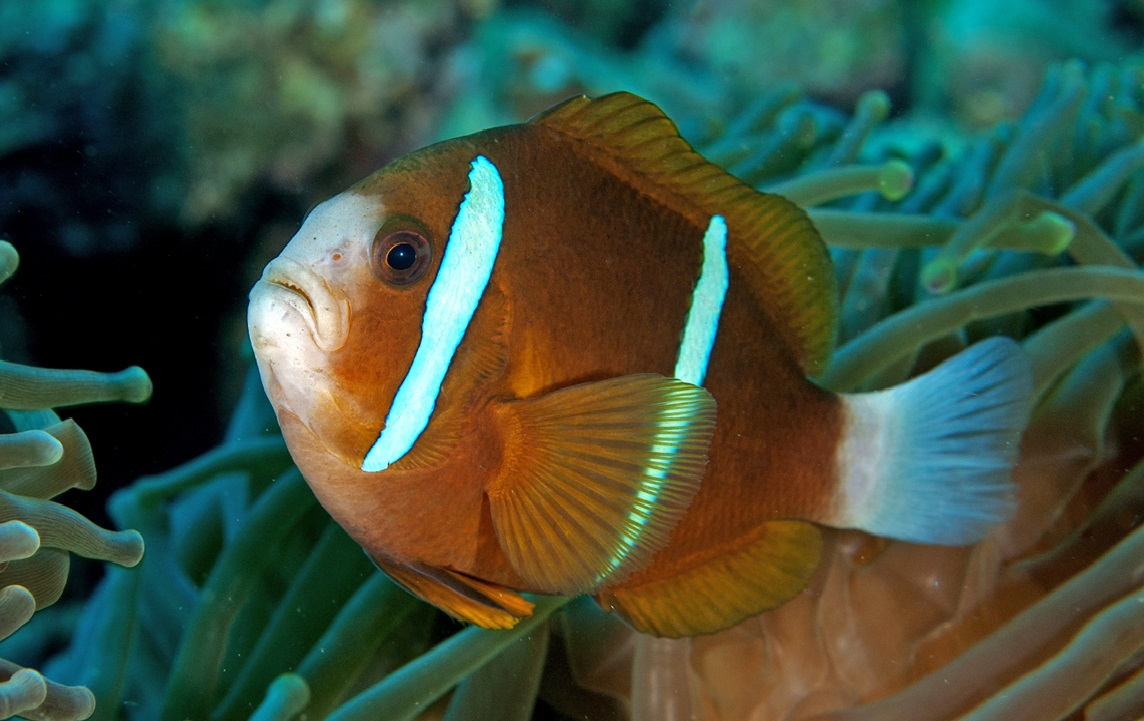
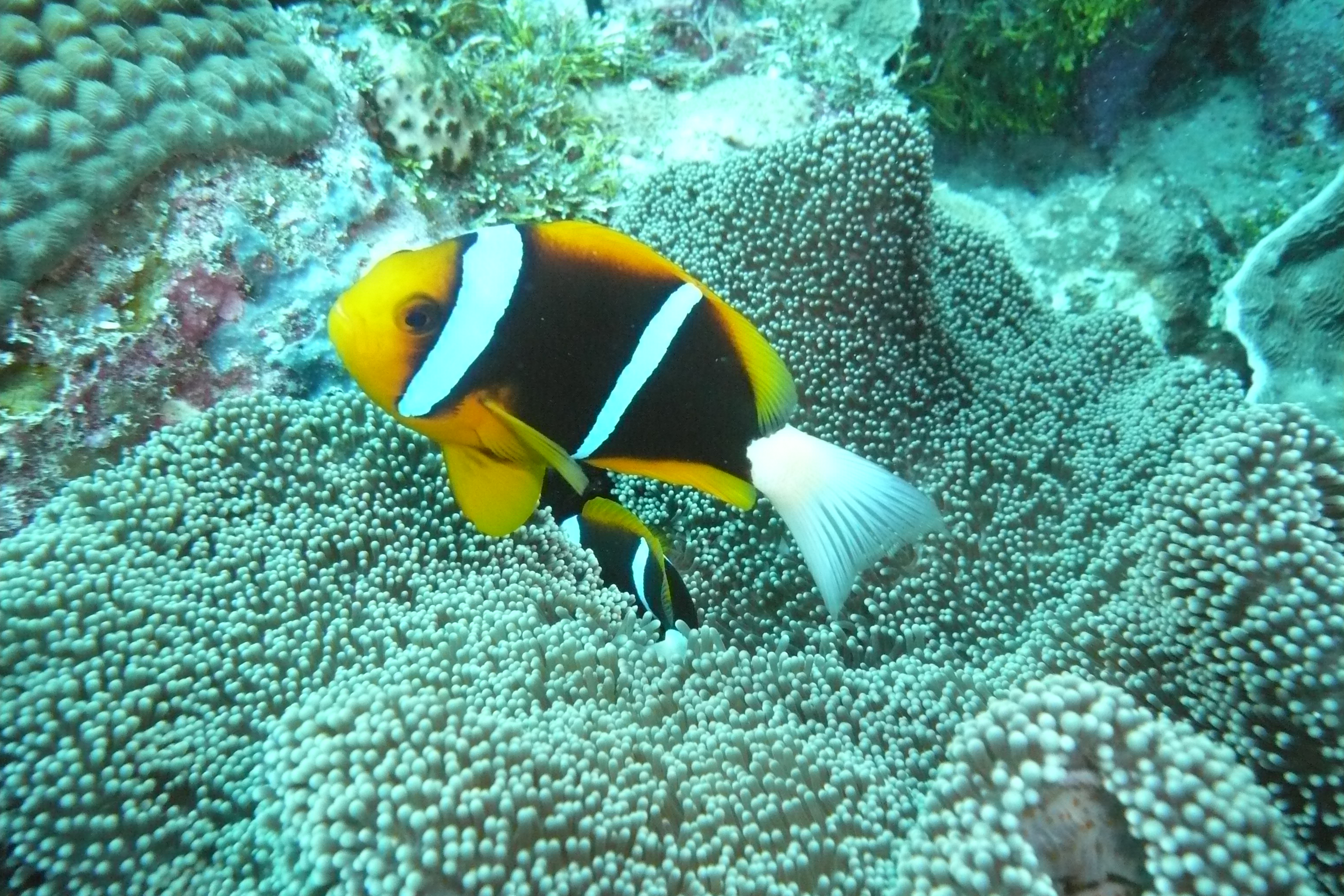